# Sílvio
Silvio, właśc. Silvio César Ferreira da Costa (ur. 6 marca 1970 w Niterói) – piłkarz brazylijski, występujący na pozycji napastnika.

## Kariera klubowa
Karierę piłkarską Silvio zaczął w klubie Fluminense FC w 1988 roku. W lidze brazylijskiej zadebiutował 30 listopada 1988 w przegranym 0-1 meczu z CR Flamengo. W 1990 przeszedł do ówczesnego beniaminka I ligi – Bragantino Bragança Paulista. Z Bragantino zdobył mistrzostwo stanu São Paulo – Campeonato Paulista w 1990 roku. W Bragantino występował do 1993 roku, gdy powrócił do Fluminense. Z Fluminense powrócił do Bragantino, z którego wyjechał w trakcie sezonu 1994–1995 do hiszpańskiego CD Logroñés. Mimo dobrej gry Silvio (5 bramek w 14 meczach), Logroñés zajęło 20, ostatnie miejsce i spadło do drugiej ligi.
Po powrocie do Brazylii został zawodnikiem klubu Paraná Clube, z którym zdobył mistrzostwo stanu Parana – Campeonato Paranaense w 1995 roku. Następny rok spędził w Goiás EC. Z klubem z Goiânii zdobył mistrzostwo stanu Goiás – Campeonato Goiano w 1996 roku. W 1997 przeszedł do SC Internacional, z którym mistrzostwo stanu Rio Grande do Sul – Campeonato Gaúcho. W 1998 roku spędził w EC Bahia, z którym zdobył mistrzostwo stanu Bahia – Campeonato Baiano. W 1999 roku występował w AD São Caetano, a w 2000 roku w Gamie, z którą zdobył mistrzostwo Dystryktu Federalnego – Campeonato Brasiliense w 2000 roku.
W Gamie 10 września 2000 w przegranym 1-2 meczu z Cruzeiro EC Silvio rozegrał swój ostatni mecze w I lidze. Ogółem w lidze brazylijskiej Lira rozegrał 133 mecze i strzelił 34 bramki. W 2002 roku krótko był zawodnikiem CRB Maceió, z którym zdobył mistrzostwo stanu Alagoas – Campeonato Alagoano. Później wyjechał do Libanu do klubu Olympic Beirut. Z Olympikiem zdobył mistrzostwo Libanu oraz Puchar Libanu w 2003 roku. Silvio zakończył karierę piłkarską w AA Coruripe w 2005 roku.

## Kariera reprezentacyjna
W reprezentacji Brazylii Silvio zadebiutował 15 lipca 1991 w wygranym 3-1 meczu z reprezentacją Chile podczas Copa América 1991, na których Brazylia zajęła drugie miejsce. Na Copa América wystąpił jeszcze 17 lipca 1991 w przegranym 2-3 meczu z reprezentacją Argentyny, który był jego ostatnim meczem w reprezentacji.